# Prikljutjenija Buratino (film fra 1975)
 For alternative betydninger, se Prikljutjenija Buratino. (Se også artikler, som begynder med Prikljutjenija Buratino)
Prikljutjenija Buratino (russisk: Приключения Буратино) er en sovjetisk tv-film fra 1975 af Leonid Netjajev.
Filmen er baseret på Aleksej Tolstojs børnebog Den gyldne nøgle eller Pinocchios eventyr, der igen er baseret på historien om Pinocchio.

## Medvirkende
- Dima Iosifov - Buratino
- Nikolaj Grinko - Papa Carlo
- Jurij Katin-Jartsev - Dzhuzeppe-Sizy Nos
- Vladimir Etusj - Karabas-Barabas
- Rolan Bykov - Basilio